# Musée historique du Palatinat

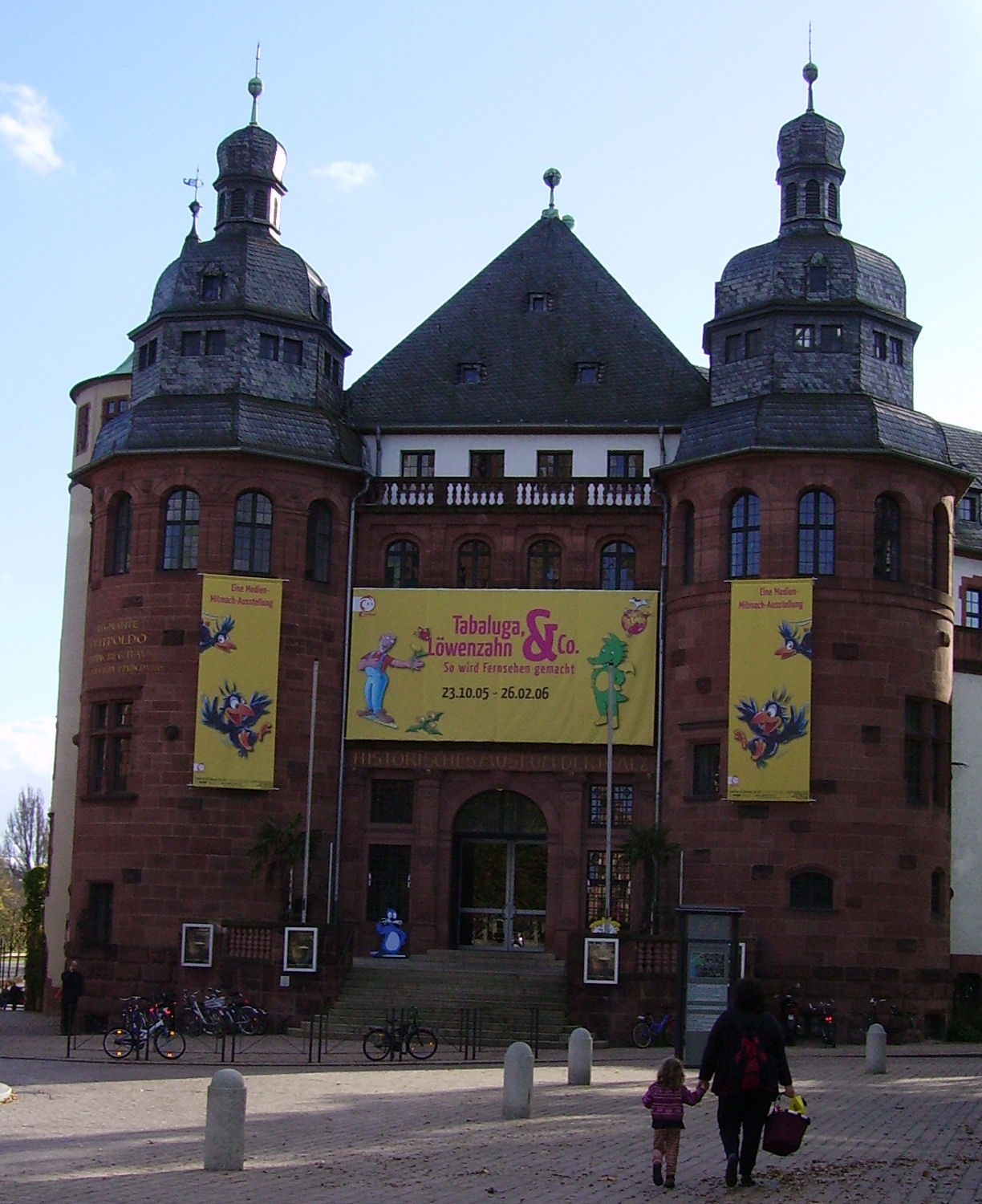
Musée historique du Palatinat

Le Musée historique du Palatinat, en allemand Historische Museum der Pfalz, se trouve à Spire. Fondé en 1869, il a emménagé depuis 1911 dans un imposant bâtiment construit par Gabriel von Seidl non loin de la cathédrale de Spire dont il abrite une partie du trésor.

## Collections

### Le trésor épiscopal
Les plus belles pièces issues des reliques des empereurs germaniques redécouvertes au début du XXe siècle se trouvent au sous-sol.

### Préhistoire

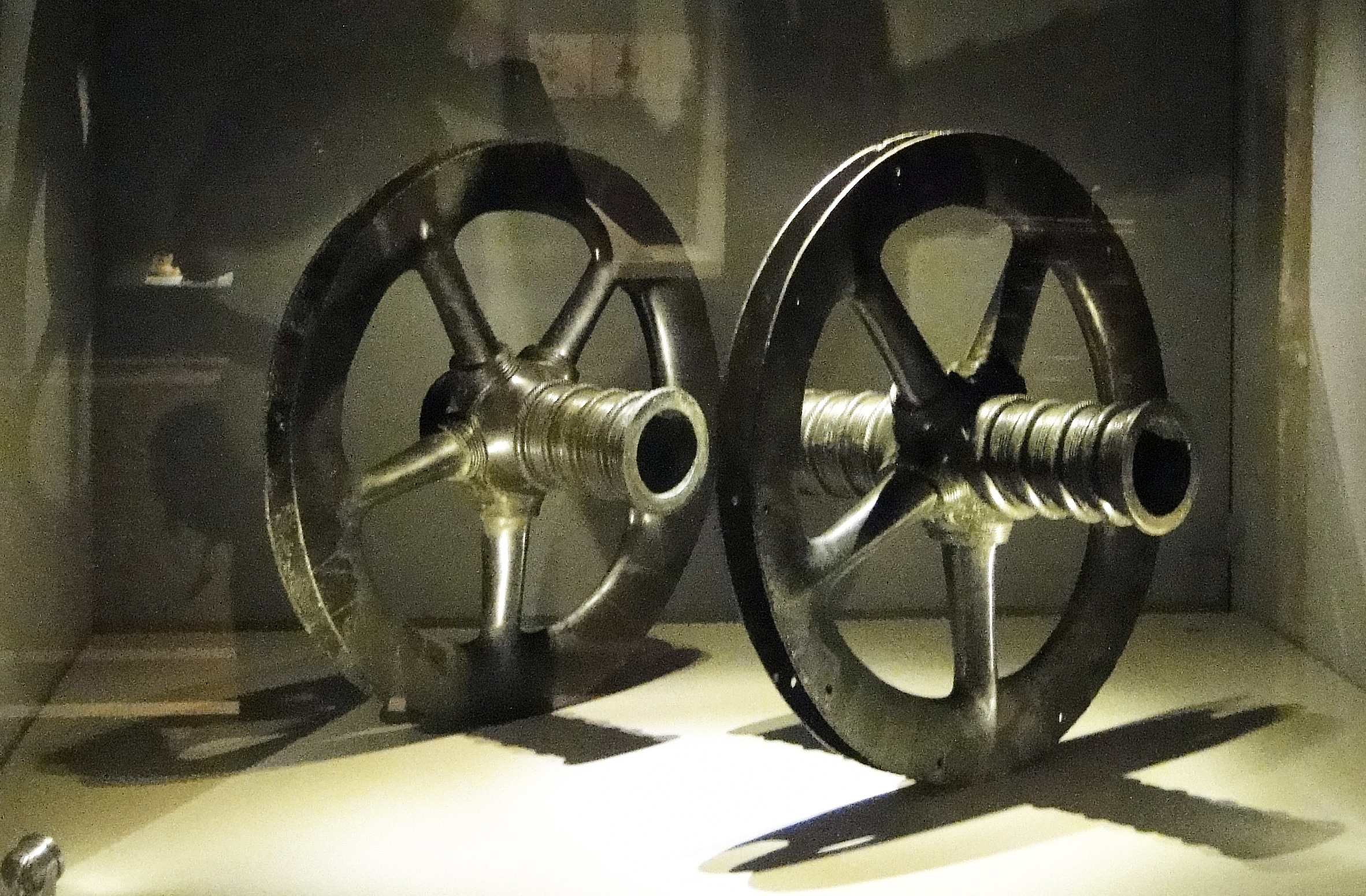
« Roues de bronze de Hassloch », 900-800 av. J.-C.

Développement du Palatinat jusqu’à l’occupation romaine. 
(Une pièce exceptionnelle: Le cône d’or de Schifferstadt)

### Romains et Francs
Objets issus des fouilles effectuées dans le Palatinat. 
Exposition permanente interactive avec découverte du travail des archéologues, et manipulations de copies.

### Moyen Âge
Temporairement inaccessible

### Époque contemporaine
De la Renaissance à la Seconde Guerre mondiale (entre autres: porcelaine française, collections de la Famille Bassermann-Jordan, œuvres du peintre né à Spire Anselm Feuerbach)

### Musée du vin
L’histoire vinicole depuis deux millénaires. La bouteille de vin de Spire y est présentée ; il s’agit d’une bouteille scellée du IVe siècle, dont l’ouverture est débattue par la communauté scientifique.

### Le protestantisme dans le Palatinat
Autour de la Diète de Spire (1529) et l'histoire de l'Église protestante du Palatinat.

## Jeune public
"Le Musée jeunes" : Expositions et activités pour les enfants